# Friedensstraße 9 (Niederndodeleben)

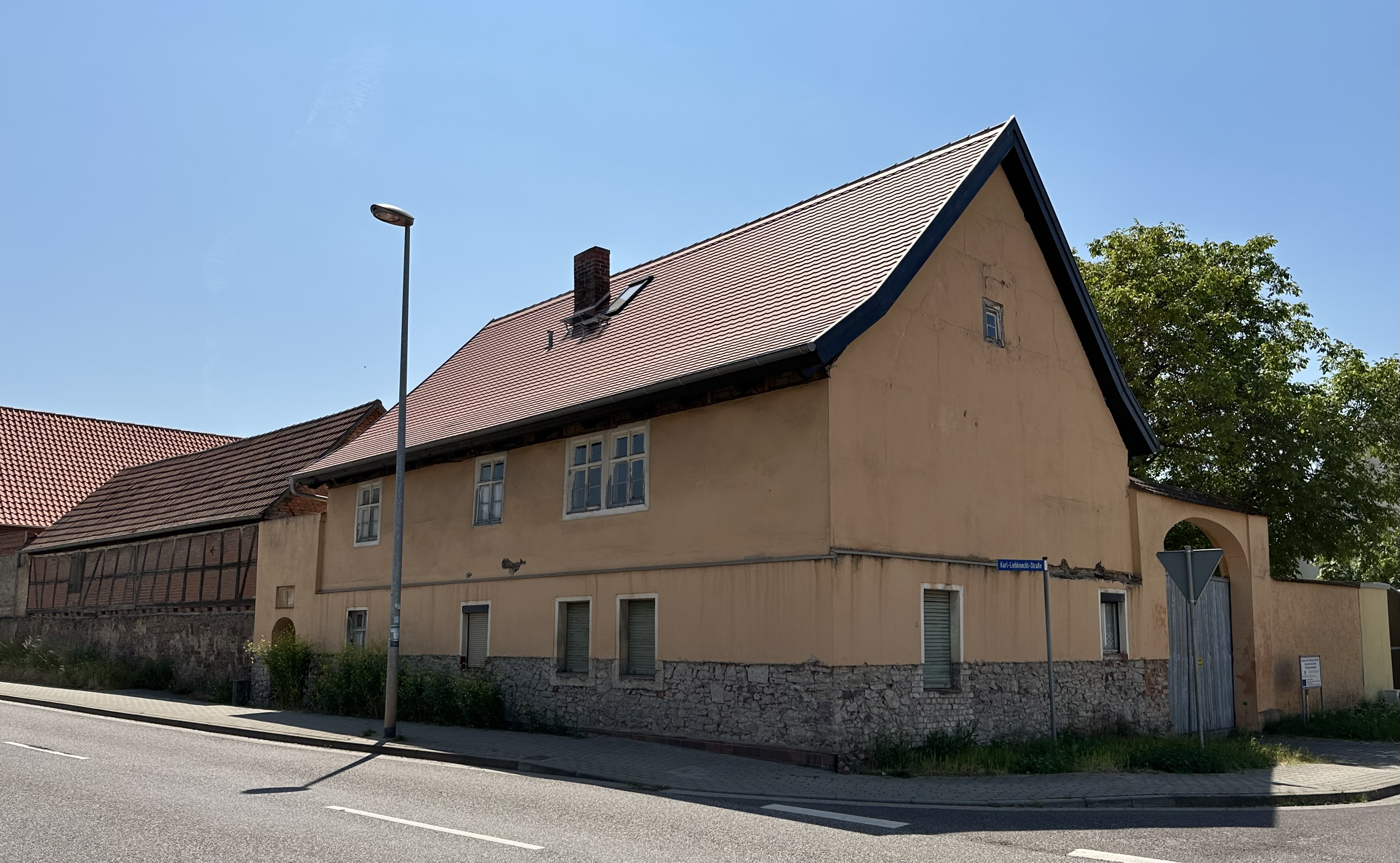
Friedensstraße 9, 2023

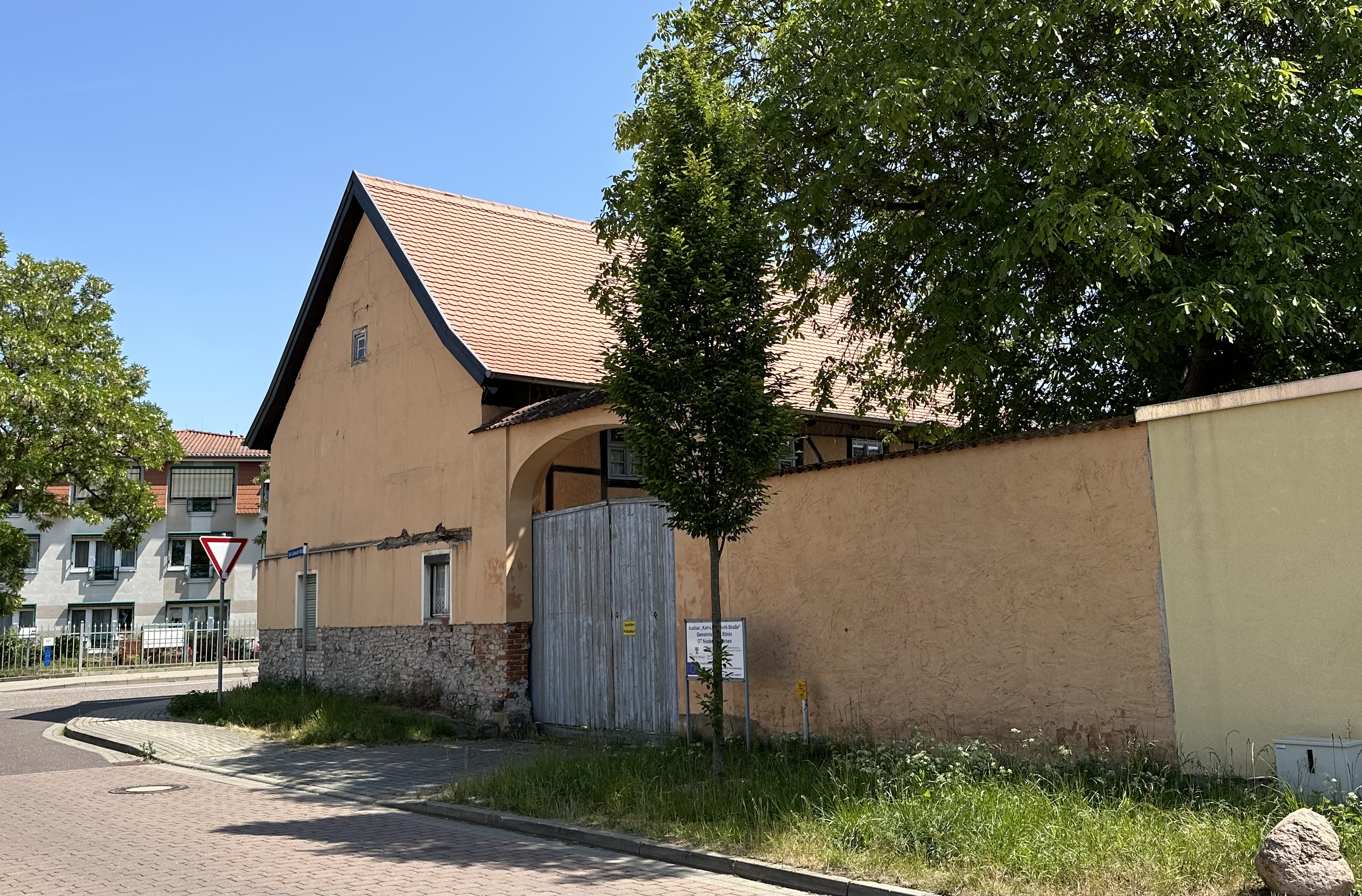
Blick von Westen aus der Karl-Liebknecht-Straße

Friedensstraße 9 ist ein denkmalgeschütztes Wohnhaus in der Gemeinde Hohe Börde in Sachsen-Anhalt.

## Lage
Es befindet sich im Zentrum des Ortsteils Niederndodeleben in einer Ecklage auf der Westseite der Friedensstraße. Nördlich des Hauses mündet die Karl-Liebknecht-Straße in die Friedensstraße ein.

## Architektur und Geschichte
Das zweigeschossige Gebäude wurde im Jahr 1795 in Fachwerkbauweise errichtet, wobei das Erdgeschoss gemauert wurde. Die straßenseitigen Fassaden sind verputzt. Bedeckt ist der Bau mit einem Satteldach. Südlich an das Wohnhaus grenzt eine ebenfalls in Fachwerk ausgeführte Scheune. Sie ist ebenfalls traufständig zur Friedensstraße ausgerichtet.
Im Denkmalverzeichnis des Landes Sachsen-Anhalt ist das Wohnhaus unter der Erfassungsnummer 094 75595 als Baudenkmal eingetragen.